# مسجد مليلية
المسجد المركزي هو المسجد الرئيسي لمدينة مليلية الإسبانية . يقع في حي إنسانشي مودرنيستا ، في شارع غارسيا كابريلس ، وهو جزء من المجمع التاريخي والفني لمدينة مليلية ، وهو موقع ذو أهمية ثقافية .     

## تاريخ

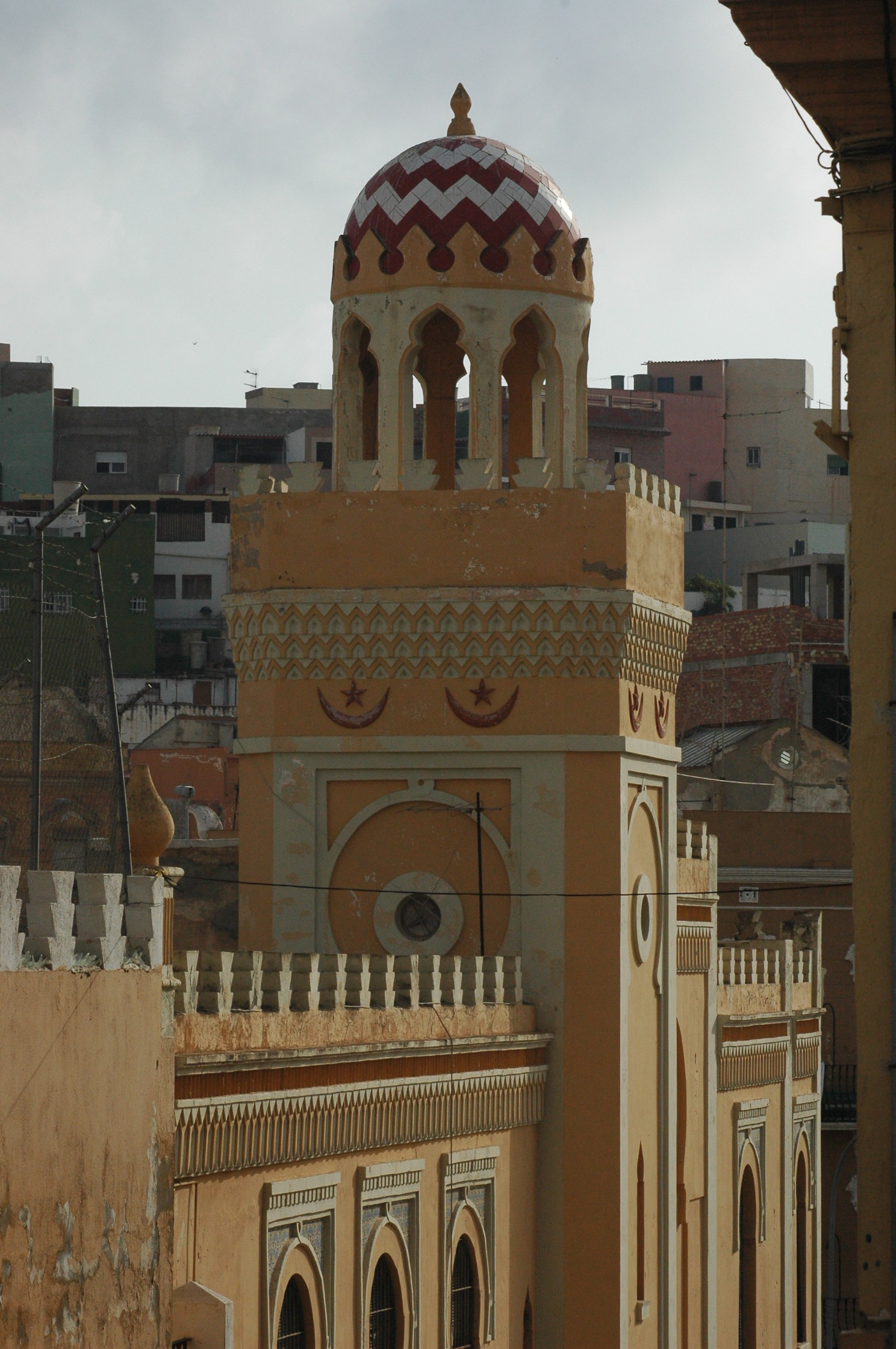
مئذنة وقبة المسجد

تم بناؤه بين عامي 1945 و1947، وفقًا لمشروع المهندس المعماري إنريكي نييتو إي نييتو من يوليو 1938، وافتتح في 7 سبتمبر 1947 من قبل المفوض السامي لإسبانيا في المغرب والجنرال خوسيه إنريكي فاريلا .   
في 26 أكتوبر 1994، أعيد افتتاحه من قبل رئيس بلدية مليلية ، إغناسيو فيلاسكيز ريفيرا، بعد تجديده في نفس العام، مع إعادة بناء قاعة الصلاة، وغرفة الوضوء ، والحمامات، ومنزل الإمام والمداخل.    

## وصف
تم بناؤه بهيكل خرساني ، مع حواجز من الطوب الصلب والحجر المحلي.    

### في الخارج

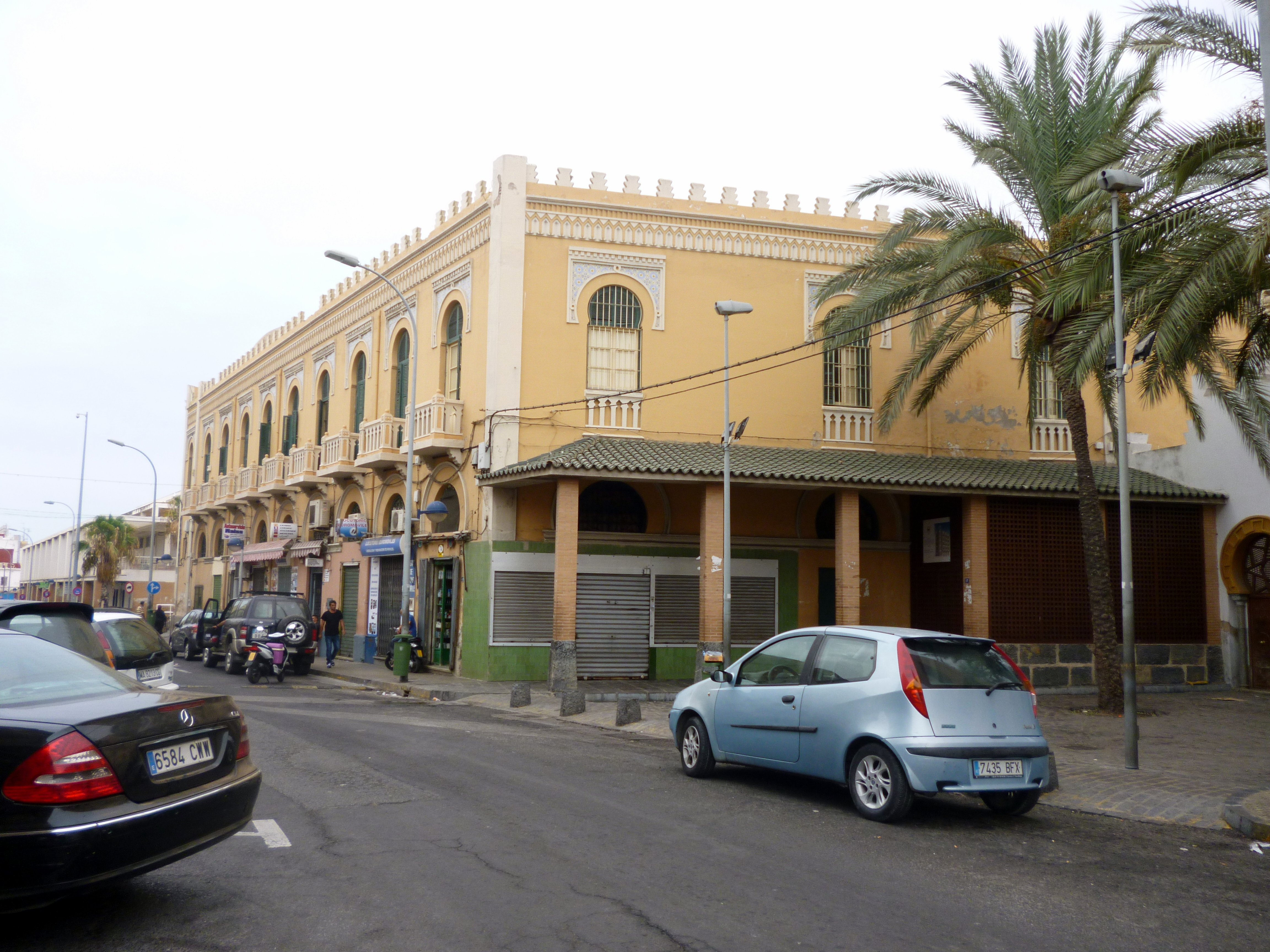
منظر جانبي

تتكون الواجهات في الطابق الأرضي من أبواب ذات أقواس حدوية تؤدي إلى الطابق الرئيسي، ونوافذ من نفس نوع الأقواس، مع شرفات درابزين على شارع جارسيا كابريلس، ثم إفريز وكورنيش ويتوج بأسوار متدرجة، تشبه تلك الموجودة في الفناء الداخلي لجامع الناصر في القاهرة. يوجد على الحافة المشطوفة بوابة وقوس حدوية حصان على أعمدة وفوق هذا ثلاث نوافذ من نفس نوع القوس، ويتوج الحافة المشطوفة بقبة وخلف المئذنة برج مربع ينتهي بجسم من الأقواس متعددة الفصوص تنتهي بقبة.   

### داخل
يتألف من طابق أرضي يضم محلات تجارية وحمامًا تركيًا في المنطقة الأمامية، وفي الخلف قاعة صلاة، بمداخل منفصلة للرجال والنساء من الجانبين. في الطابق العلوي، توجد بعض الغرف التي كان مركز CEIP Mediterráneo ، وهو اليوم مركز كارمن كوندي أبيلان لتعليم الكبار .      